# Marco Zen
Marco Zen (Bassano del Grappa, 2 gennaio 1963) è un ex ciclista su strada italiano.

## Piazzamenti

### Grandi Giri
- Giro d'Italia

1987: ritirato (20ª tappa)
1988: 83º
1989: 101º
1990: 62º
1993: 94º
1995: non partito (8ª tappa)
1996: 33º
- Tour de France

1994: 86º
1996: 73º
1997: 73º
- Vuelta a España

1991: fuori tempo massimo (12ª tappa)

### Classiche monumento
- Milano-Sanremo

1987: 121º
1988: 104º
1991: 83º
1992: 115º
1993: 101º
1995: 149º
1996: 65º
1997: 148º
- Giro delle Fiandre

1990: 84º
1995: 81º
- Liegi-Bastogne-Liegi

1990: 125º
1996: 37º
- Giro di Lombardia

1988: 31º
1989: 14º
1991: 88º
1997: ritirato